# Piazza del Campo

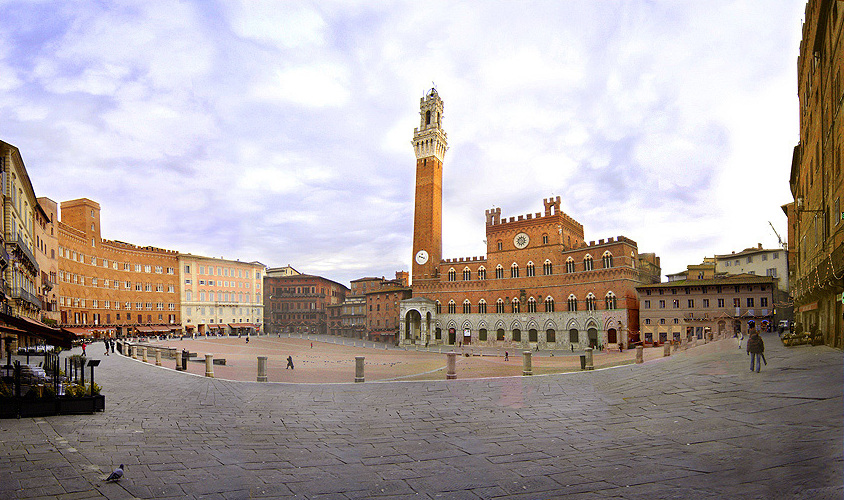

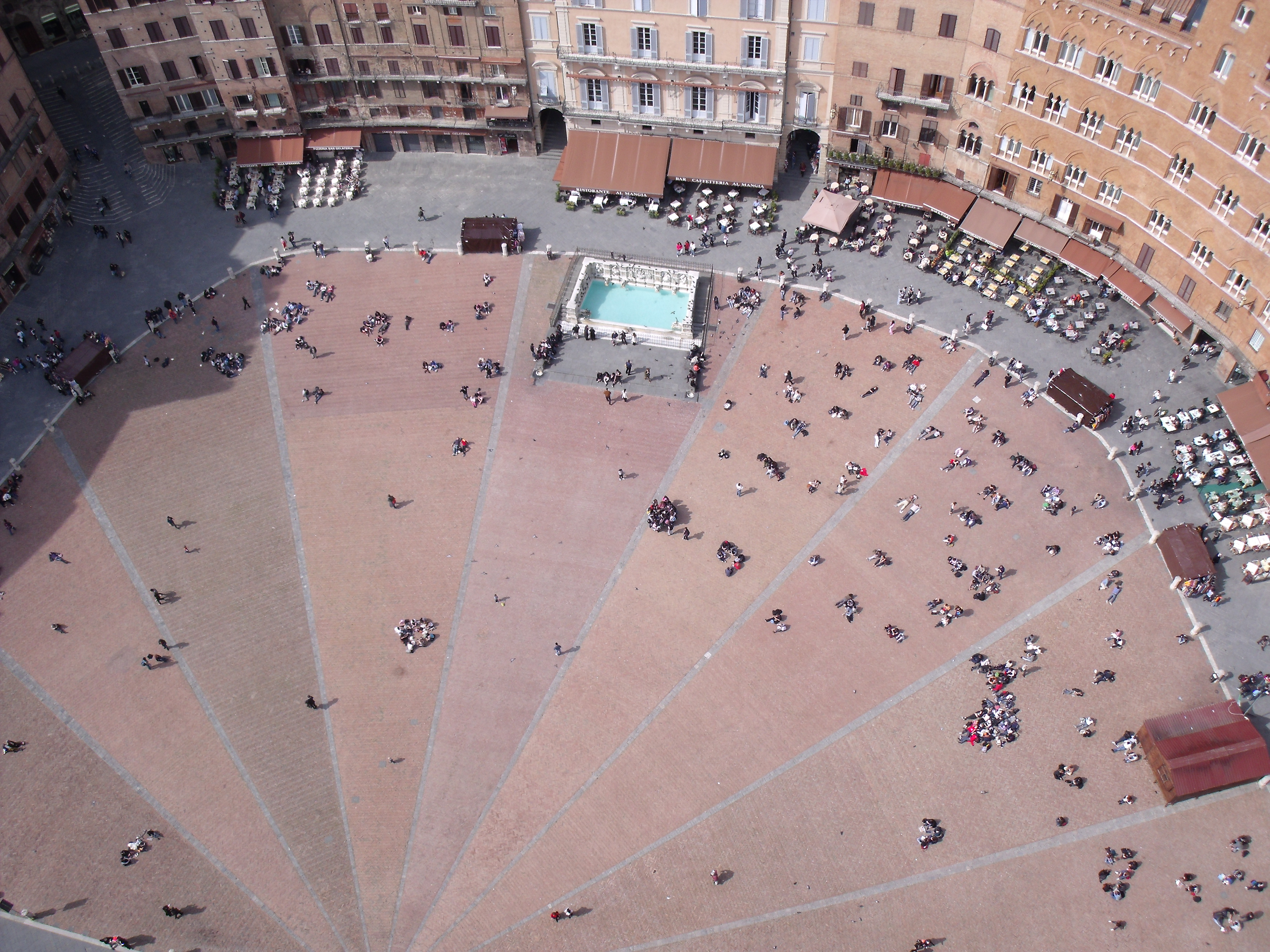

Piazza del Campo är ett monumentalt och medeltida torg i centrala Siena med en sluttande och snäckformad planlösning. Det omges av palats i enhetlig röd färg däribland Palazzo Pubblico uppfört 1288–1309. Palatset har en gotisk fasad och ett 102 meter högt klocktorn i tegel, Torre del Mangia. Det var tidigare stadens rådhus men är nu ett museum och rymmer fresker av bland annat Ambrogio Lorenzetti. På torget återfinns också Jacopo della Quercias fontän Fonte Gaia från 1410-talet. 
Här hålls två gånger varje år hästkapplöpningen "Palio".